# Xeiene
|  | Aquest article tracta sobre la tribu índia. Vegeu-ne altres significats a «xeiene (llengua)». |

Els xeienes són una tribu índia parlants de xeiene, de la família lingüística algonquina. El seu nom prové del sioux sha-hiyena i del teton shai-ela, 'gent que parla una llengua estranya', però ells mateixos s'anomenaven dzitsi’stao o tsist sistas, que vol dir 'el nostre poble' o 'éssers humans'.

## Localització geogràfica i demogràfica
Originàriament, vivien a Minnesota, des d'on es traslladarien cap al segle xviii a l'alt Missouri, amb mandans i arikara. D'ací anirien el 1804 als marges del Platte i a les Paha Sapa/Black Hills, mentre un grup se n'anava vora l'actual fort Bend, als marges de l'Arkansas. Actualment viuen dividits en dos grups:
- Xeienes del nord, als marges del riu Tongue (Montana), en la reserva de Tongue River. El 1995 tenia 4.383 habitants, però hi havia 6.692 apuntats al rol tribal.
- Xeienes del sud, que viuen amb els arapahos a Andarko (Oklahoma), sense estatut de reserva. El 1995 vivien 7.258 xeiene i arapahos (10.903 al rol tribal) a la reserva d'Andarko.

El 1781 eren uns 3.500 aproximadament, i cap al 1960 es calculava que uns 1.713 (1.900 segons altres fonts) vivien a la reserva de Montana i 3.100 a Oklahoma. Pel 1970 es calculaven que eren uns 2.100 a Montana i 6.674 a Oklahoma, que haurien augmentat a 3.177 i 5.220 respectivament el 1985. Segons dades del 1988, en total eren 15.000 individus, d'ells 4.000 a Montana i 9.000 a Oklahoma. Les dades del cens dels EUA de l'any 2000 ens els mostren dividits per característiques ètniques i grups:
| Fracció          | D'una tribu | Dues tribus | Una tribu més altres ètnies | Dues tribus més altres ètnies | Total  |
| ---------------- | ----------- | ----------- | --------------------------- | ----------------------------- | ------ |
| Xeienes          | 5.310       | 1.266       | 3.914                       | 979                           | 11.469 |
| Xeienes del nord | 5.555       | 93          | 637                         | 13                            | 6.298  |
| Xeienes del sud  | 323         | 12          | 104                         | 1                             | 440    |
| Total            | 11.191      | 1.365       | 4.655                       | 993                           | 18.204 |
| Xeienes-Arapaho  | 3.634       | 100         | 746                         | 30                            | 4.510  |

## Costums

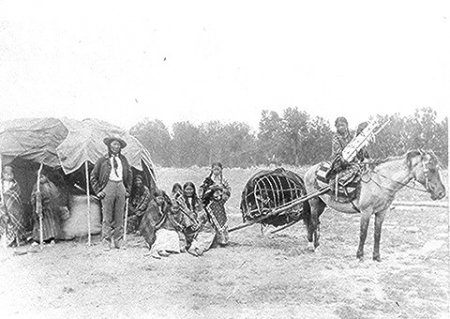
Xeienes arrossegant llurs pertinences

S'organitzaven en deu bandes formades per grups familiars, ja que no tenien clans; eren governats per un Consell de 44 cabdills de pau, quatre per cada una de les deu bandes, escollits entre guerrers de reconeguda valentia, i el càrrec durava deu anys. També hi havia unes cinc societats (una d'aquestes, la me e no ist st, exclusivament per a dones) secretes militars conegudes per noms d'animals: Guineu, Antílop, Gos, Escut i Corda d'arc, com la dels Hotam itán iu o Guerrers Gossos, fundada per White Deer i Left Hand, cadascuna de les quals tenia quatre cabdills guerrers, i que aportaven dos caps de guerra i dos missatgers al Consell dels 45. També celebraven grans rituals, fins i tot alguns actes excèntrics, com caminar i fer coses a l'inrevés.
Decoraven ritualment els seus escuts i barrets, puix que creien que els donaven poders durant la batalla. Honoraven la castedat de les dones, i les filles dels guerrers més valents eren dames d'honor en les cerimònies dels consells, però de fet les dones tenien poc de poder en la vida tribal.
La seva única cerimònia anyal era la de la renovació de les Fletxes Sagrades, les quals simbolitzaven l'existència col·lectiva del grup tribal, i creien que el seu suport espiritual donava prosperitat a la tribu. Això ho acompanyaven amb la dansa del sol amb pallassos i mímics. Més tard, adoptarien els rituals del peiot.

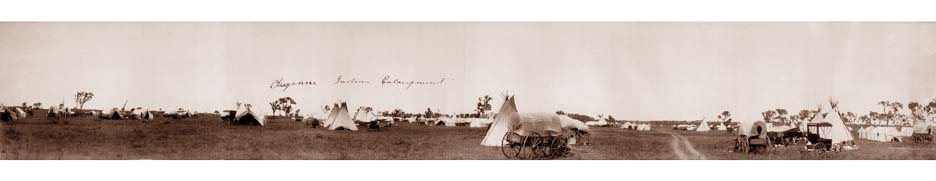
Campament xeiene, 1909

Creien en dos déus, Saviesa tota Amunt i el Déu que Viu al Camp. Llurs amulets eren pells i pèl de búfal i quatre fletxes (dues per caçar i dues per lluitar), fonamentals per a la cerimònia de la dansa del sol, que també posava gran èmfasi en les visions d'animals i objectes sagrats. També tenien dos herois culturals, Banyes Punxegudes i Dolça Medicina, instruïts per Maiyun (el Gran Sobrenatural) en una cova vora Bear Butte, a Sturgis (Dakota del Sud). També practicaven un esport propi, l'oho knit, semblant al lacrosse, dels muskogee, però més semblant al futbol.

## Història
Antigament vivien a Minnesota, dedicats al conreu de l'arròs salvatge i a fer cistelles, però cap al segle xviii foren empentats pels xippewa cap a l'alt Missouri, Dakota del Nord, amb mandans i arikara, on es dedicaren també a l'agricultura. El primer blanc que els visità fou el francès La Salle el 1680.
Cap al 1804, es traslladaren als marges del Platte i a les Black Hills, on foren visitats per Lewis i Clark, i es tornaren bel·licosos, mentre que el 1832 un grapat d'ells s'establí vora l'actual fort Bend, als marges de l'Arkansas, on adoptarien el tipi i la cacera del búfal. Del 1838 al 1840, mantingueren una cruenta guerra amb comanxes i kiowa. Aquestes dues bandes foren reconegudes pels nord-americans el 1851, quan signaren el Tractat de Fort Laramie.
Fins al 1840 foren enemics dels kiowes, però més tard, el 1857 i el 1879, s'aliaren amb ells contra els blancs. El 1849, patiren una forta mortaldat per una epidèmia de còlera.
Els del sud sempre foren més bel·licosos que els del nord, però això no els evità la matança provocada per Custer a Ash Hollow el 1860. El conflicte amb els blancs s'agreujaria quan el 1858 descobriren or al seu territori.
Per això, el 1861 els caps Motavato o Black Kettle, Lean Bear i White Deer signaren amb els arapahoe el tractat de Fort Wise amb els EUA. El 1863 visitarien Washington, i Motavato rebé una bandera nord-americana en senyal d'amistat.
Tanmateix, el 16 de maig del 1864, quatre seccions de cavalleria comandades per John M. Chevington atacaren els xeienes del nord. Motavato era partidari de la pau, però Woquini o Roman Nose i els hotamitané preferiren la guerra. Tot i la reunió mantinguda amb Ochinee o One Eye, Notanee i Heaps Buffalo a Camp Weld amb Chevington, el 28 de setembre els soldats iniciaren les hostilitats. Black Kettle es traslladaria de Smoky Hill a Sand Creek amb 600 xeienes i arapahos; d'ells dos terços dones i nens, i 60 guerrers. Allí fou atacat el 28 de novembre per 700 soldats de Chevington amb quatre morters. Mataren els cabdills White Deer, Ochinee i War Bonnet, així com un total de 105 dones i nens i 28 guerrers. Els supervivents fugiren a Smoky Hill i rebutjaren el comandament de Motavato i Left Hand, alhora que acceptaren el de Woqini i Tonkahaska o Tall Bull. S'aliarien amb els dakota brulé i oglala, i el gener del 1865 atacaren el Platte i incendiaren Julesburg.
Després d'aquesta acció, es dividiren. Motavato i 400 més, la majoria vells i nens, des d'ara xeienes del sud, marxaren a Arkansas amb els arapahos del sud, kiowa i comantxe. Els del nord, amb 3.000 arapahos i dakota, marxaren a Powder River amb els teton. El seu cap fou Tamílapéšni o Dull Knife, recolzat pel cap oglala Mahpiya Luta (Red Cloud).
Aquesta nova aliança, composta per 3.000 guerrers dirigits per Woqini i Tahmelapashme, va atacar el pont del North Platte el 25 de juliol de 1865, i mataren molts soldats; però el 14 d'octubre Motavato i el cap arapahoe Little Raven signaren la pau amb els blancs i s'establiren al sud de l'Arkansas, a territori indi. Pel juliol del 1866 signarien el Tractat de Fort Laramie, però com els blancs no el compliren recolzaren la guerra de Mahpiua Luta. Per això, Custer i Hancock destruïren el 14 d'abril del 1867, amb 1.400 soldats i canons, el campament del riu Smoky Hill. El 16 d'octubre, Tongahaska, Motavato i Tsenta Inte o White Horse signaren el tractat de Medicine Lodge. Però Woqini, comandant de 400 guerrers, no l'acceptà i continuà la lluita fins a la seva mort a l'illa Beecher el 17 de novembre del 1868. Poc després, pel desembre del 1868, es rendí el cabdill Little Tunica, que s'havia unit als kiowa i comantxes.
Poc després, morirà Motavato a Washita amb 103 xeienes més, atacat per Sheridan i Sherman, que perderen 19 soldats, i van fer 53 presoners. El 1869, foren concentrats a Camp Supply i Fort Still, cosa que provocà que Tonkahaska amb 200 guerers marxés cap al Nord amb Mahpiua Luta i devastessin Smoky Hill, però la majoria moririen el juliol del 1869 a Summit Springs.

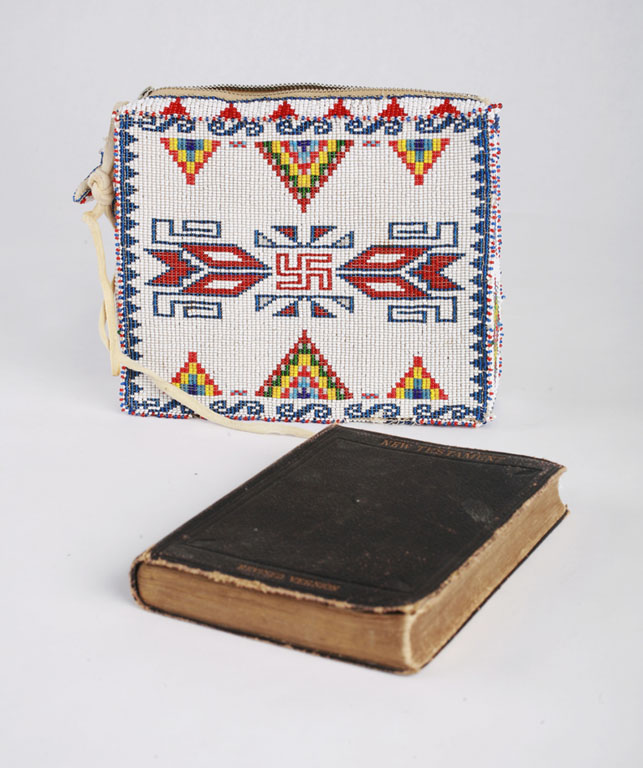
Una coberta xeiene del nord de la Bíblia, ca. 1930, de la col·lecció del Museu dels Nens d'Indianàpolis

El 1873 els del nord, que encara no s'havien rendit, atacaren Camp Supply (Kansas), i el 1876 col·laboraren amb Tashunka Witko/Crazy Horse a exterminar els soldats de Custer a Little Big Horn, però això no els comportaria cap guany. És més, el 5 d'agost de 1877, uns 972 xeienes dirigits per Ohcumgache o Little Wolf foren obligats a marxar de fort Robinson, Nebraska, fins a El Reno, Oklahoma. Dos terços moriren pel camí. Allí se'ls unirien 937 més de Tahmelapashme. Molts hi moririen de fam, malària i xarampió, i per aquesta raó, el 10 de setembre del 1878, ambdós cabdills decidiren marxar amb 295 indis a les Black Hills. Quatre dies després, foren atacats al riu Cimarron per 10.000 soldats i 3.000 civils; hi moriren 34 guerrers. A finals d'octubre es dividiren: 53 homes, 43 dones i 38 nens marxaren al riu Tongue amb Little Wolf, i els altres 150 de Dull Knife marxaren a la reserva de Mahpiua Luta, però el 28 d'octubre es rendirien als soldats.
El 9 de gener es dona l'ordre de traslladar-los al sud, però es resistiren: 65 seran fets presoners (d'ells, 23 ferits), 38 escaparen i 47 moriren. Dels 38 escapats, 32 foren caçats com animals a Hat Creek Bluffs, i només en sobrevisqueren nou. Els altres sis, amb Dull Knife, es lliuraren a la reserva de Mahpiua Luta. Poc després, Little Wolf, que havia visitat Washington, aconseguí que els traslladessin als marges del riu Tongue el 1880, on el 1884 els assignaren una reserva.
Als d'Oklahoma, mentrestant, el 3 de març del 1891, els prometeren 4 milions d'hectàrees a compartir amb els arapaho del sud, però només els cediren 529.692 acres, raó de futures reclamacions al govern dels EUA i a l'Indian Claims Commission.
El 1971, els xeienes del nord patiren extraccions de petroli sense comptar amb els impactes mediambientals; malgrat que el Consell Tribal dels Xeienes del Nord votà per cancel·lar els lloguers i demanar responsabilitats al Departament d'Interior, no aconseguirien fins al 5 de març del 1973 (unes 440.000 hectàrees eren llogades). L'explotació del carbó perjudica la terra de conreu, així com la planta hidroelèctrica Coldstrip, que destrueix terra sagrada i contamina l'aire. Això ja fou profetitzat cent anys abans pel xaman Sweet Medicine.

## Llista de xeienes cèlebres
- Black Kettle
- Dull Knife
- Lance Henson
- Belle Highwalking
- Little Wolf
- Ben Nighthorse Campbell
- Roman Nose
- John Stands-in-Timber
- Hyemeyohsts (Wolf) Storm
- Two Moons
- Wooden Leg
- John Woodenlegs Sr